# Butterdon Linea
La Butterdon Linea è una struttura geologica della superficie di Europa.